# Lista de prefeitos de São Fernando (Rio Grande do Norte)
Esta é a lista de prefeitos do município de São Fernando, estado brasileiro do Rio Grande do Norte.
| Nº | Prefeito                      | Imagem                     | Partido                   | Início do mandato     | Fim do mandato         | Vice-prefeito                   | Observações                   |
| -- | ----------------------------- | -------------------------- | ------------------------- | --------------------- | ---------------------- | ------------------------------- | ----------------------------- |
| 1  | Juvenal Medeiros              |                            | UDN                       | 16 de janeiro de 1959 | 7 de dezembro de 1959  | —                               | Subprefeito nomeado           |
| 2  | José Josias Fernandes         |                            | PSD                       | 8 de dezembro de 1959 | 31 de março de 1963    | Elias Fernandes                 | Prefeito e vice eleitos       |
| 3  | Elias Fernandes               |                            | PSD                       | 31 de março de 1963   | 31 de janeiro de 1965  | —                               | Vice-prefeito eleito no cargo |
| 4  | Francisco Cândido de Araújo   |                            | PTB                       | 31 de janeiro de 1965 | 1º de julho de 1968    | Railson Fernandes de Medeiros   | Prefeito e vice eleitos       |
| 5  | Railson Fernandes de Medeiros |                            | ARENA                     | 1º de julho de 1968   | 31 de janeiro de 1970  | —                               | Vice-prefeito eleito no cargo |
| 6  | Juvenal Medeiros              |                            | ARENA                     | 31 de janeiro de 1970 | 31 de janeiro de 1973  | Abemor Fernandes                | Prefeito e vice eleitos       |
| 7  | Abemor Fernandes              |                            | ARENA                     | 31 de janeiro de 1973 | 31 de janeiro de 1977  | Vital Galdinobde Medeiros       | Prefeito e vice eleitos       |
| 8  | Vital Galdino de Medeiros     |                            | ARENA                     | 31 de janeiro de 1977 | 31 de janeiro de 1983  | Manoel Garrido de Araújo        | Prefeito e vice eleitos       |
| 9  | Elias Fernandes               |                            | PMDB                      | 31 de janeiro de 1983 | 31 de dezembro de 1988 | Raimundo Sales dos Santos       | Prefeito e vice eleitos       |
| 10 | Abemor Fernandes Júnior       |                            | PMDB                      | 1º de janeiro de 1989 | 31 de dezembro de 1992 | Manoel Antônio de Araújo        | Prefeito e vice eleitos       |
| 11 | Elias Fernandes               |                            | PMDB                      | 1º de janeiro de 1993 | 31 de dezembro de 1996 | Paulo Emídionde Medeiros        | Prefeito e vice eleitos       |
| 12 | Abemor Fernandes Júnior       |                            | PMDB                      | 1º de janeiro de 1997 | 31 de dezembro de 2000 | Nilton Alves                    | Prefeito e vice eleitos       |
| 13 | Paulo Emídio de Medeiros      |                            | PTB                       | 1º de janeiro de 2001 | 31 de dezembro de 2004 | José Nivan dos Santos           | Prefeito e vice eleitos       |
| 13 | Paulo Emídio de Medeiros      | Prefeito e vice reeleitos  | PTB                       | 1º de janeiro de 2001 | 31 de dezembro de 2004 | José Nivan dos Santos           |                               |
| 14 | Genilson Medeiros Maia        |                            | PSB                       | 1º de janeiro de 2009 | 31 de dezembro de 2016 | Joseildo Fernandes              | Prefeito e vice eleitos       |
| 14 | Genilson Medeiros Maia        | Terezinha Maia de Medeiros | PSB                       | 1º de janeiro de 2009 | 31 de dezembro de 2016 | Prefeito reeleito e vice eleito |                               |
| 15 | Polion Medeiros Maia          |                            | PR                        | 1º de janeiro de 2017 | 31 de dezembro de 2020 | Reginaldo Araújo                | Prefeito e vice eleitos       |
| 16 | Genilson Medeiros Maia        |                            | PL                        | 1º de janeiro de 2021 | até a atualidade       | Isaac Alexandre dos Santos      | Prefeito e vice eleitos       |
| 16 | Genilson Medeiros Maia        | PT                         | Prefeito e vice reeleitos | 1º de janeiro de 2021 | até a atualidade       | Isaac Alexandre dos Santos      |                               |